# Калатичский сельсовет
Кала́тичский сельсовет (бел. Кала́ціцкі сельсавет) — административно-территориальная единица Глусского района Могилёвской области Республики Беларусь.

## Географическое положение
На территории сельсовета расположена РУСХП «Экспериментальная база „Глуск“», ОАО «Райагропромтехснаб», ремонтная база УКП «Жилкомхоз», 18 объектов социально-культурной сферы.
Граничит с Заволочицким, Хвастовичским, Козловичским сельсоветами (Глусский район), Горбацевичским сельсоветом (Бобруйский район). Агрогородок Калатичи расположен на расстоянии 5 км от Глуска.

## Население
- 1999 год — 1560 человек
- 2010 год — 1160 человек

По состоянию на 2011 год количество населения — 1197, из них: несовершеннолетних — 173, трудоспособных — 632, нетрудоспособных — 392. Подворьев — 565.

## Состав
Включает 13 населённых пунктов:
- Борисовщина — деревня.
- Жолвинец — деревня.
- Заполье — деревня.
- Застенок Дуброва — деревня.
- Калатичи — агрогородок.
- Калюга — деревня.
- Красное — деревня.
- Маковичи — деревня.
- Макраны — деревня.
- Мостище — деревня.
- Погост — деревня.
- Сельцы — деревня.
- Юзефово — деревня.

20 ноября 2013 года в состав Калатичского сельсовета из Заволочицкого сельсовета были переданы деревни Бабирово, Горное, Мостище и Ясенцы.
13 апреля 2018 года деревни Бабирово, Горное и Ясенцы были возвращены в состав Заволочицкого сельсовета, а в Калатичский сельсовет из Хвастовичского передана деревня Заполье.